# 7908 Цвінглі
7908 Цвінглі (7908 Zwingli) — астероїд головного поясу, відкритий 26 березня 1971 року.
Тіссеранів параметр щодо Юпітера — 3,545.
Названо на честь Ульріха Цвінглі (нім. Huldrych або Ulrich Zwingli, 1484 — 1531) — діяча Реформації у Швейцарії, прихильника філософії Еразма Ротердамського.